# Jakkinakoppa, Shikarpur
Jakkinakoppa là một làng thuộc tehsil Shikarpur, huyện Shimoga, bang Karnataka, Ấn Độ.